# 井木尚武
井木 尚武（いぎ なおたけ、1972年2月19日 - ）は元レーシングドライバー・実業家。新潟県・長岡市出身。
レース活動は1990年から2000年まで、2014年からN-ONE OWNERS CUPに出場。2016年ツインリンクもてぎの茂木チャンピオンシップ第1戦で2位でチェッカーを受けたがその後失格にそれ以降は4輪公式戦には出場していない
その後バイクのロードレースに転向
今はフランスウェルネス株式会社代表取締役